# Warrington Gillette
Warrington Gillette, właściwie Francis Warrington Gillett III (ur. 7 października 1960 r. w Maryland) – amerykański aktor nieprofesjonalny, znany dzięki swojemu udziałowi w kultowym horrorze Piątek, trzynastego II (1981).
Był drugim aktorem, który w serii filmów Piątek trzynastego wcielił się w postać psychopatycznego Jasona Voorheesa, lecz nie pierwszym, który nosił słynną hokejową maskę (pierwszym był jego następca, Richard Brooker, w części trzeciej). Warrington zagrał Jasona jedynie w scenach, w których twarz szaleńca jest widoczna (w większości scen, gdzie Jason pojawia się w worku założonym na głowę, mordercę grał Steve Dash). Pierwotnie był brany pod uwagę do odtwarzania roli Paula Holta, jednak ostatecznie przypadła ona Johnowi Fureyowi. Prócz Piątku, trzynastego II, Warrington zagrał również w filmach Oszukać strach (Penny Dreadful, 2005) oraz Time Walker (1982).
Obecnie jest bankierem na Wall Street. W 2009 roku pojawił się gościnnie w filmie dokumentalnym His Name Was Jason: 30 Years of Friday the 13th.